# Gaspard de Coligny
Gaspard de Coligny, kallad amiral de Coligny, född 16 februari 1519 i Châtillon-sur-Loing, död 24 augusti 1572 i Paris (mördad), var en fransk amiral. Han var son till Gaspard I de Coligny, och bror till Odet de Coligny och François de Coligny.

## Biografi
Gaspard de Coligny gjorde sig känd under namnet amiralen av Châtillon. Efter faderns död växte de Coligny upp vid Frans I:s hov, och deltog med utmärkelse i kriget 1542–1546, bland annat i en sjöexpedition mot England. Sedan morbrodern Anne de Montmorency på nytt kommit till makten i samband med Henrik II:s trontillträde 1547, utnämndes de Coligny på hans tillskyndan till generalöverste för det franska fotfolket. Som sådan ledde han operationerna mot det av engelsmännen besatta Boulogne 1549 och avslutade 1550 med dem den överenskommelse som ledde till Boulognes återlämnande till Frankrike. Genom sina berömda ordonnanser, snarast efterbildade i övriga Europa, skapade han tukt och disciplin bland sina soldater. År 1552 utsågs de Coligny till amiral av Frankrike, och slöt på Frankrikes vägnar vapenstilleståndet i klostret Vaucelles, som inom kort mot hans råd bröts av Henrik II. Sedan en överlägsen spansk här 1557 infallit i Picardie, över vilken provins de Coligny var ståthållare, och tillfogat den franska hären det blodiga nederlaget i slaget vid Saint-Quentin, försvarade de Coligny i tre veckors tid staden och lyckades därigenom försena de spanska trupperna och rädda Paris från att intas. Han tvingades därefter att kapitulera och tillfångatogs. Han tillbringade därefter två år i fängelse i Sluys, under vilken tid han under påverkan av brodern, François de Coligny, började studera kalvinistiska skrifter och snart övergick till kalvinismen. 
de Coligny frigavs efter freden i Le Cateau-Cambrésis, och framträdde därefter som talesman för sina trosfränder i statsrådet i Fontainebleau 1560. Han försökte under den här tiden arbeta för reformationens införande i Frankrike. I det 1562 utbrutna första hugenottkriget försökte de Coligny först på underhandlingarnas väg få till stånd en uppgörelse men övertog efter slaget vid Dreux samma år över ledningen för de protestantiska trupperna. de Coligny inneslöts av Frans av Guise i Orléans, men hans och hugenotternas sak räddades genom mordet på denne 1563. Freden i Amboise samma år, vilken Katarina av Medici, regent under Karl IX:s minderårighet, skyndade att sluta, bekräftade och utvidgade de rättigheter januariediktet 1562 inrymt protestanterna. De respekterades dock föga och 1567 grep hugenotterna på nytt till vapen. Ett försök att överrumpla Paris misslyckades, och då Katarina av Medici erbjöd fred på Amboisefredens villkor, mottog hugenotterna under påverkan av de Coligny budet, och slöt ediktet i Longjumeau 1568. Några månader senare utbröt åter inbördeskriget. Efter nederlaget i slaget vid Jarnac 1569, där prinsen av Condé stupade, övertog formellt Henrik av Navarra, i praktiken Gaspard de Coligny ledningen av hugenotterna. Trots ett nederlag i slaget vid Moncontour fortsatte de Coligny outtröttligt och snart med framgång kriget. 
Den slutliga freden i Saint-Germain 1570 bekräftade och utvidgade hugenotternas rättigheter. Inom stora kretsar av den franska adeln var man nu trött på de ständiga inre striderna och ett nytt parti uppstod, som krävde fred inåt för att kunna hävda Frankrikes intressen i utrikespolitiken. Som ett utslag av den stämningen kallades de Coligny 1571 till hovet, där han snart vann stort inflytande hos Karl IX. Hans strävan blev bildandet av ett stort protestantiskt förbund mot Spanien under Frankrikes ledning. Med upproret i Nederländerna 1572 ansåg han att ögonblicket hade kommit att bryta med Spanien. Katarina av Medici, som alltmer fruktade att förlora sitt inflytande över kungen, motarbetade dock de Coligny hos kungen. Till slut beslöt hon att röja honom ur vägen, men ett attentat mot honom misslyckades. För att rädda sig och sina medbrottslingar undan de Colignys och hugenotterna hämnd lyckades hon övertala kungen att anstifta blodbadet på de firande av bröllopet mellan Henrik av Navarra och Margareta av Valois, som senare blev känt som Bartolomeinatten. Gaspard de Coligny blev ett av dess första offer.